# Heinz Kohut
Heinz Kohut (* 3. Mai 1913 in Wien; † 8. Oktober 1981 in Chicago) war ein österreichisch-US-amerikanischer Arzt und Psychoanalytiker.

## Leben

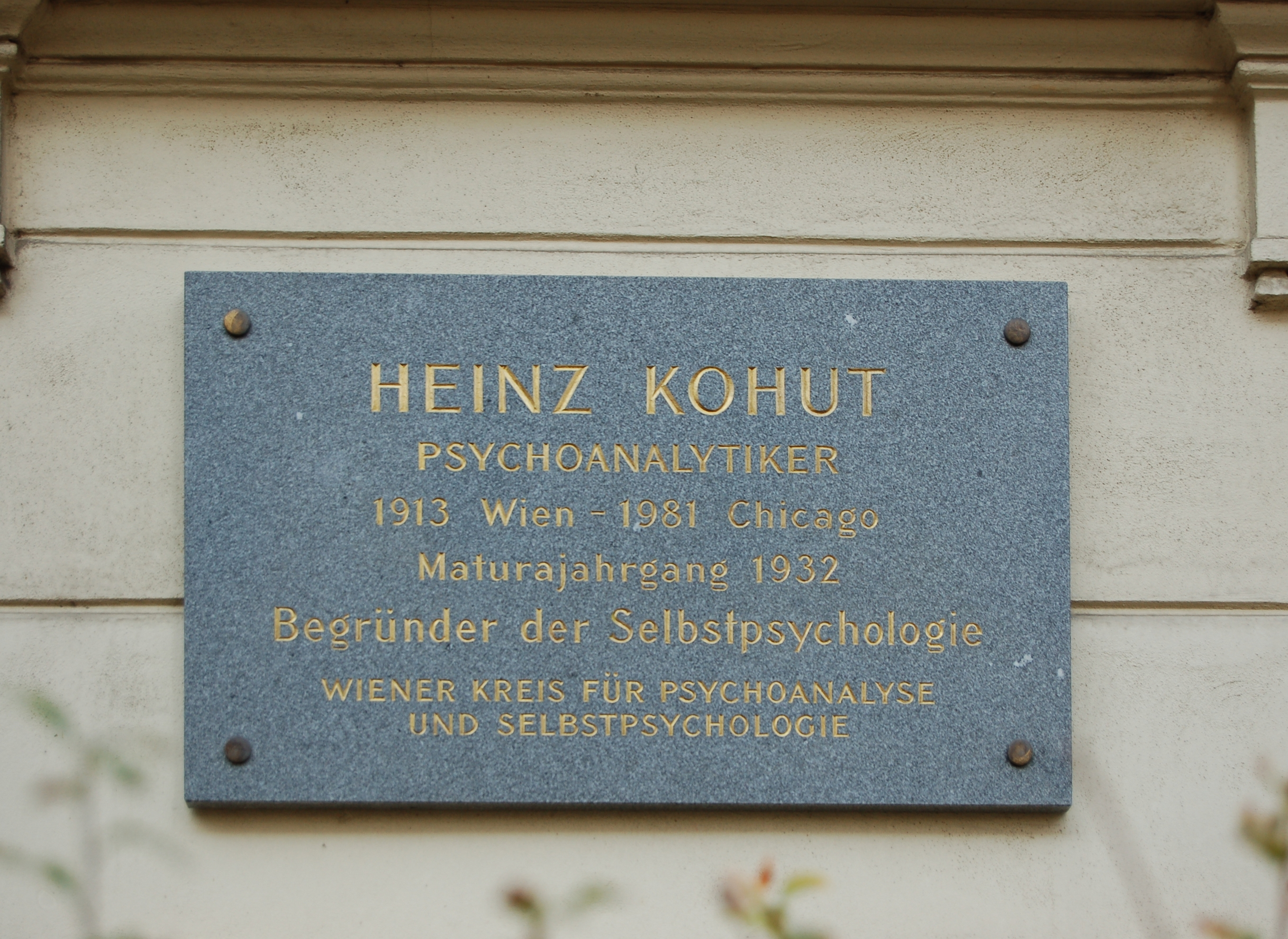
Gedenktafel für Heinz Kohut am Döblinger Gymnasium (Grinzing)

Heinz Kohut wuchs in einer bürgerlichen Wiener Familie als Einzelkind auf und wurde bis zu seinem zehnten Lebensjahr von einem Hauslehrer unterrichtet. Der Vater Felix Kohut (1888–1937) war vor dem Ersten Weltkrieg Pianist gewesen und danach ein wohlhabender, wenngleich wenig erfolgreicher Geschäftsmann eines Papier-Geschäftes (Fa. Bellak & Kohut). Wie seine Mutter Else, geb. Lampl (1890–1972), und sein Vater war Kohut lebenslang ein Musikliebhaber. Er besuchte das humanistische Döblinger Gymnasium und hatte außerdem zu Hause einen Tutor. Die jüdische Herkunft des Vaters und die katholische Religion der Mutter sollen im Hause Kohut keine Rolle gespielt haben. Kohuts wichtigste Lektüre waren die Romane Der Zauberberg von Thomas Mann und Auf der Suche nach der verlorenen Zeit von Marcel Proust. Ein guter Freund aus Jugendzeiten, der spätere Musikpädagoge Siegmund Löwenherz (später Levarie) (1914–2010), sie kannten sich seit dem Jahre 1924, half ihm später bei seiner Emigration aus der annektierten Ersten Österreichischen Republik.
Im Jahre 1929 verbrachte Kohut zwei Monate in Saint-Quay-Portrieux in der Bretagne, um Französisch zu lernen.
Kohut erreichte 1932 die Matura, studierte Medizin und schloss das Studium 1938 an der Universität Wien ab. Er befand sich zu dieser Zeit in einer Lehranalyse bei August Aichhorn, musste aber wegen seiner teils jüdischen Herkunft nach dem „Anschluss“ Österreichs an das Deutsche Reich über England in die USA emigrieren, wo er im März 1940 eintraf. Er fand sich allmählich in die fremde Umgebung und Sprache ein und arbeitete dort als Neurologe.
1948 begann er eine Lehranalyse bei Franz Alexander. Seine erste eigene psychoanalytische Arbeit veröffentlichte Kohut 1959. Er arbeitete in einer eigenen Praxis, war außerdem von 1961 bis 1973 Organisator der US-amerikanischen Psychoanalytischen Gesellschaft und zeitweise Vizepräsident der Internationalen Psychoanalytischen Vereinigung.
Heinz Kohut war mit Elisabeth Meyer (1912–1992) verheiratet. Sie war als Sozialarbeiterin (social worker) tätig, hatte in Wien bei Aichhorn studiert und entstammte einer deutschen Familie aus Wisconsin.

## Werk
1965 hielt Kohut seinen ersten Vortrag Forms and Transformation of Narcissism und schrieb 1972 über die „narzisstische Wut“. Seine Theorien stießen im Chicagoer psychoanalytischen Institut auf Ablehnung.
Kohut beschäftigte sich mit einer „Psychologie des Selbst“. Er maß dem Begriff „Selbst“ keine starre Bedeutung bei und hielt ihn für unzulänglich abgrenzbar. Dennoch wird heute oft von einer „Selbstpsychologie“ gesprochen, die zum Teil als eine eigenständige psychoanalytische Tradition verstanden wird. Kohut erarbeitete dagegen vor allem eine spezifische Behandlung narzisstischer Störungen. Er unterscheidet einen gesunden Narzissmus als Ausdruck eines starken und lebensfähigen Selbst, das seine Fähigkeiten erweitern und seine Bedürfnisse befriedigen will einerseits, und andererseits einen pathologischen Narzissmus eines schwachen Selbst, das nur über die Vortäuschung einer eigenen Grandiosität stabilisiert werden kann. Gelinge dies nicht, folge eine Depression. Kohut betrachtete dies als Ergänzung der Triebtheorie von Sigmund Freud und der Ich-Psychologie, und wollte das Spektrum der psychoanalytisch behandelten Störungen erweitern.
Aufbauend auf Kohuts Werk und unter Einbeziehung der Erkenntnisse der Säuglings- und Kleinkindforschung entwickelte sich später die intersubjektive Schule der Psychoanalyse.
Kohut ist einer der ersten Psychoanalytiker die den Begriff des Selbst für seine theoretischen Überlegungen als zentral ansehen. Seine Entstehung fasst er aus sogenannten „Selbstkernen“ hervorgegangenen frühen Bildungen, die dann zu einem „archaischen kohäsiven Selbst“ führen. Später entwickelt sich der Zustand eines „bipolaren Selbsts“. Im bipolaren Selbst konstituieren sich zwei unterschiedliche Objekterfahrungen: zum einen die spiegelnden und zum anderen die idealisierten Erfahrungen der frühen Objektbeziehungen, je nachdem, ob sie sich an einem spiegelnden „Größen-Selbst“ oder einem „idealisierten Elternimago“  orientieren.

## Schriften (Auswahl)
- Narzißmus. Eine Theorie der psychoanalytischen Behandlung narzißtischer Persönlichkeitsstörungen. Suhrkamp Taschenbuch Wissenschaft, Frankfurt am Main 1976. (Amerikanisches Orig.: The Analysis of the Self. A Systematic Approach to the Psychoanalytic Treatment of Narcissistic Personality Disorders. International Universities Press, New York 1971.)
- Formen und Umformungen des Narzißmus. Die psychoanalytische Behandlung narzißtischer Persönlichkeitsstörungen. In: H. Kohut: Die Zukunft der Psychoanalyse. Suhrkamp Taschenbuch Wissenschaft, Frankfurt am Main 1975.
- Die Heilung des Selbst. Suhrkamp Taschenbuch Wissenschaft, Frankfurt am Main 1979. (Amerikanisches Orig.: The Restoration of the Self. International Universities Press, Madison CO 1977.)
- Wie heilt die Psychoanalyse? Suhrkamp Taschenbuch Wissenschaft, Frankfurt am Main 1989. (Amerikanisches Orig.: How Does Analysis Cure? The University of Chicago Press, Chicago und London 1984.)
- Auf der Suche nach dem Selbst: Kohuts Seminare zur Selbstpsychologie und Psychotherapie. Pfeiffer, München 1993. (Amerikanisches Orig.: The Kohut Seminars on Self Psychology and Psychotherapy with Adolescents and Young Adults. W. W. Norton & Company, New York 1987.)
- The Chicago Institute Lectures. The Analytic Press, Hillsdale NJ und London 1996.